# اغتصاب وقتل آنين بويسين
آنين بويسين (30 أكتوبر 1995-2 فبراير 2013) هي فتاة ذات الـ17 عاماً وجدها حارس الأمن في صباح يوم 2 فبراير 2013، في موقع بناء في بريداسدورب، في كيب الغربية، جنوب أفريقيا، بعد أن تعرضت للاغتصاب الجماعي وتم نزع أحشاءها الداخلية؛ وقد كانت على قيد الحياة ولكنها توفيت في وقت لاحق من هذا اليوم.

## الاغتصاب والقتل
تم العثور على آنين بويسين من قبل حارس أمن ووجدت ملقاة على بعد مسافة قصيرة من منزلها بعد قضاء بعض الوقت في حانة في مساء يوم 2 فبراير 2013. قد توفيت متأثرة بجراحها في المستشفى بعد ست ساعات من العثور عليها. وكانت قد تمكنت من التعرف على أحد مغتصبيها قبل وفاتها.

## ردود الأفعال
أدان رئيس دولة جنوب أفريقيا جاكوب زوما الاعتداء بوصفه «جريمة مروعة ووحشية ولا إنسانية» دعا مؤتمر نقابات جنوب أفريقيا (Cosatu)، أكبر النقابات العمالية في جنوب أفريقيا، إلى التظاهرات الجماهيرية ضد جريمة الاغتصاب في جنوب أفريقيا. كما دعت رئيس حزب المعارضة البرلمانية لينديوي مازيبوكو إلى جلسات استماع برلمانية. أصدرت الأمم المتحدة بياناً شديد اللهجة أدانت فيه جريمة الاغتصاب والقتل. في 13 فبراير، خرجت مظاهرة احتجاجية بقيادة آني لينوكس، في شارع كاتدرائية جورج، بكيب تاون.
بويسين وريفا ستينكامب، كلاهما فتاتين من جنوب أفريقيا قتلتا في عام 2013، وقد وردت أسماءهن في قائمة الأشخاص الجنوب أفريقيون لعام 2013 في جريدة دايلي مافريك.

## مراسيم الجنازة
أقيمت مراسم الجنازة في 9 فبراير 2013 في الكنيسة المصلحة الهولندية في بريداسدورب، على بعد حوالي 128 كم شرق مدينة كيب تاون.

## المحاكمة
تمت إدانة يوهانس كانا بالجريمة، وتم الحكم عليه مرتين بالسجن المؤبد.